# Nokia 3110 classic
El Nokia 3110 classic fue presentado en el año 2007 con un precio alrededor de los 120 €. Está basado en el software de nokia S40 3ª Edición y es significativa su robustez ya que está hecho con materiales duraderos, y su simplicidad en el diseño y uso del teléfono.

## Características

### Pantalla y cámara
Cuenta con una pantalla TFT de 1,8 pulgadas con 262.000 colores y una resolución de 128x160 píxeles. Cuenta con una cámara de 1,3 megapíxeles con un zoom digital de 8 aumentos y para la toma de fotos tiene un visor en pantalla completa. Para la toma de videos utiliza una resolución máxima de 174x220 en formato 3GPP.

### Reproductor de música y video
Gracias a la ampliación de memoria mediante tarjetas microSD (hasta 2 GB) puede reproducir varias horas de música. Cuenta con un reproductor de música en estéreo que admite los formatos MP3, MP4, AAC, AAC+ y eAAC+, H.263, H.264 y WMA. Además para la reproducción de video cuenta con un reproductor multimedia que reproduce videos en tiempo real (3GPP).

### Batería y cobertura
Cuenta con una batería Nokia BL-5 que tiene una duración de 4 horas conversando y hasta 370 horas en espera. Cuenta con una capacidad de 1.020 mAh.
En cuanto a cobertura soporta las bandas EGSM900 y GSM1800/1900. Este móvil no cuenta con la tecnología 3G por lo que no soporta sus bandas.

### Radio y conectividad
El terminal incorpora una radio FM en estéreo a la que se añade la tecnología VisualRadio para recibir contenidos multimedia mientras se escucha la radio. En cuanto a la conectividad con otros aparatos cuenta con Bluetooth 2.0, Infrarrojos, y un conector miniUSB para sincronizar contenidos y actualizar firmware en un PC. Por último cuenta con una toma de 2,5 mm para auriculares estéreo.

### Memoria
El terminal no destaca por su memoria incorporada ya que cuenta con solo 9 MB disponibles, pero gracias a la ranura para tarjetas de expansión del tipo microSD el teléfono puede añadir hasta 2 GB más de capacidad. Uno de los inconvenientes de la ranura es que se encuentra debajo de la batería por lo que hay que destapar el móvil y quitar la batería para acceder a ella.

## Contenido del paquete de venta
La caja del teléfono incorpora:
- El terminal Nokia 3110 classic
- Batería Nokia BL-5C
- Kit manos libres HS-40 (mono, un solo auricular)
- Cargador Nokia AC-3
- Guía del usuario.